# Nynne Karen Nørlund
Nynne Karen Nørlund (født 28. september 1969) er en dansk skuespiller og instruktør. 
Hun er uddannet fra Statens Teaterskole i 1997.

## Filmografi
- Strisser på Samsø (tv-serie, 1997-1998)
- At kende sandheden (2002)
- Anklaget (2005)
- Til døden os skiller (2007)